# Javier Ángel Figueroa Larraín

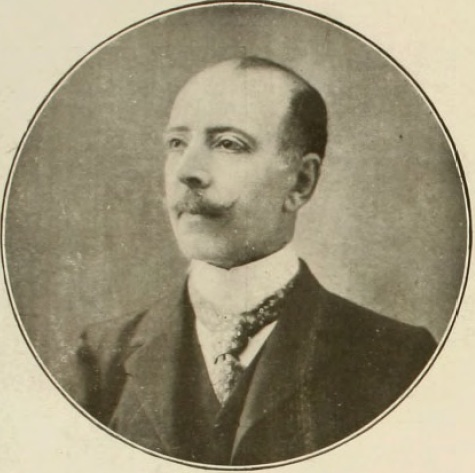
Javier Ángel Figueroa

Javier Ángel Figueroa Larraín (Santiago 17 januari 1862 - aldaar 26 juni 1945) was een Chileens politicus. Hij was de oudere broer van de voormalige president Emiliano Figueroa (1866-1931).
Hij volgde zijn opleiding aan het Colegio San Ignacio en studeerde rechten aan de Universiteit van Chili. Hij promoveerde in 1882 en was werkzaam als advocaat en rechter. Sanfuentes sloot zich aan bij de Partido Liberal (Liberale Partij) en was in 1906 en van 1908 tot 1909 minister van Binnenlandse Zaken. 
In 1915 nam hij als kandidaat voor de progressieve Alianza Liberal (Liberale Alliantie) bij de presidentsverkiezingen van dat jaar. De verkiezingen werden met één stem verschil gewonnen door de kandidaat van de conservatieve Coalición (Coalitie), Juan Luis Sanfuentes (174 kiesmannen tegen 173 kiesmannen). Omdat er sprake was van omkoping moest het parlement uitspraak doen over de uitslag: het parlement bevestigde de uitslag en Sanfuentes werd op 23 december 1915 tot president beëdigd. 
In 1920 werd Figueroa lid van het hooggerechtshof en in 1925 werd hij door zijn broer die dat jaar tot president was gekozen, benoemd tot voorzitter van het hooggerechtshof. Minister van Binnenlandse Zaken Carlos Ibáñez del Campo, verwikkeld in een machtsstrijd met de president, liet Figueroa verwijderen als voorzitter van het hooggerechtshof (1927). Als gevolg hiervan werd de positie van de president onhoudbaar en trad deze af. Ibáñez werd hierop zelf president. Figueroa ging in ballingschap naar Argentinië en vestigde zich in Buenos Aires. Na de val van Ibáñez in 1932 keerde hij naar Chili terug en was dat jaar enige tijd minister van Binnenlandse Zaken.
Na zijn politieke carrière werd Figueroa directeur van het ziekenhuis Josefina Martínez. Hij overleed in 1945 toen hij nog altijd in dienst was van het ziekenhuis.